# Erattupetta
Erattupetta is een census town in het district Kottayam van de Indiase staat Kerala. 

## Demografie
Volgens de Indiase volkstelling van 2001 wonen er 29675 mensen in Erattupetta, waarvan 51% mannelijk en 49% vrouwelijk is. De plaats heeft een alfabetiseringsgraad van 80%.

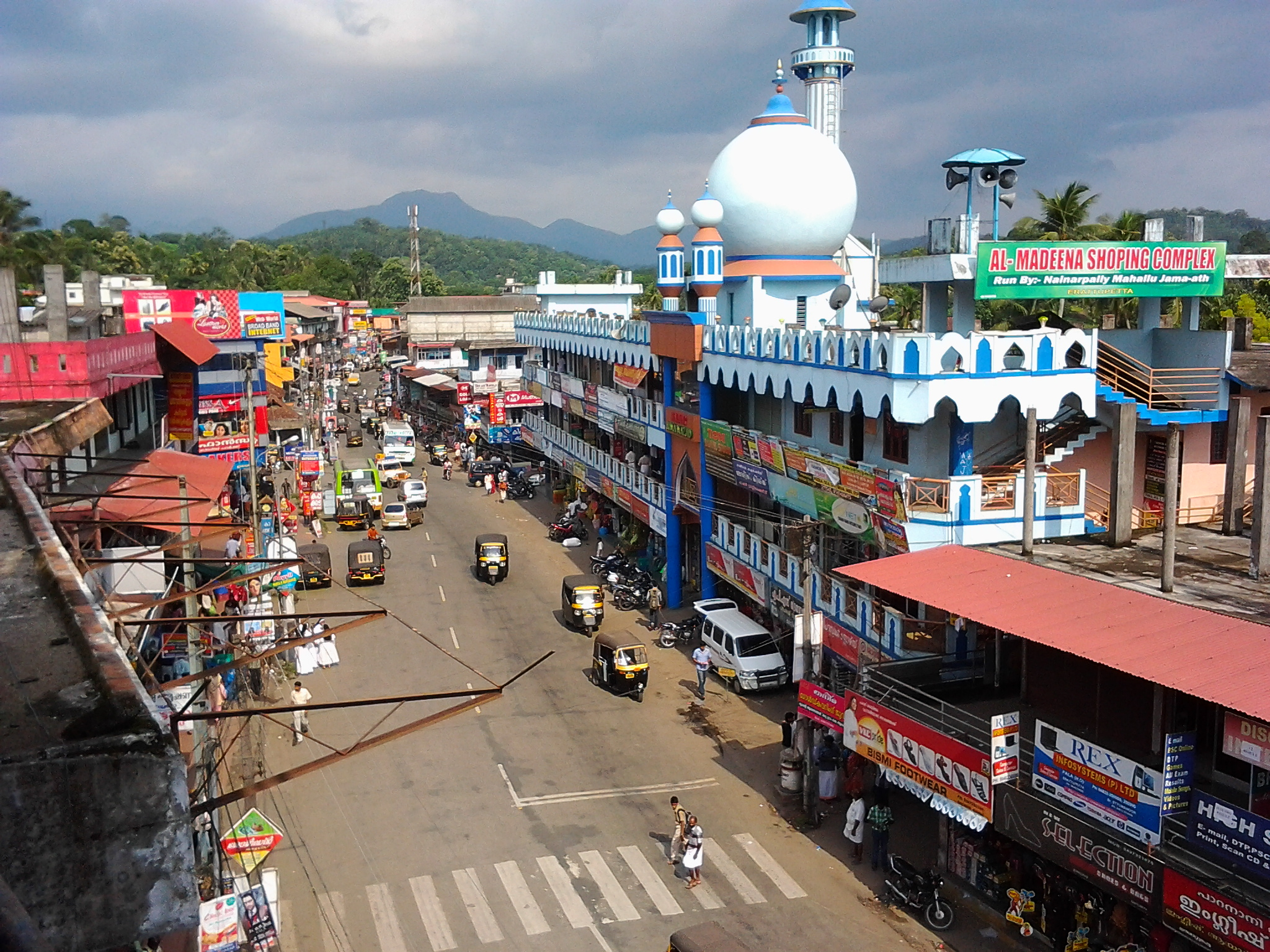
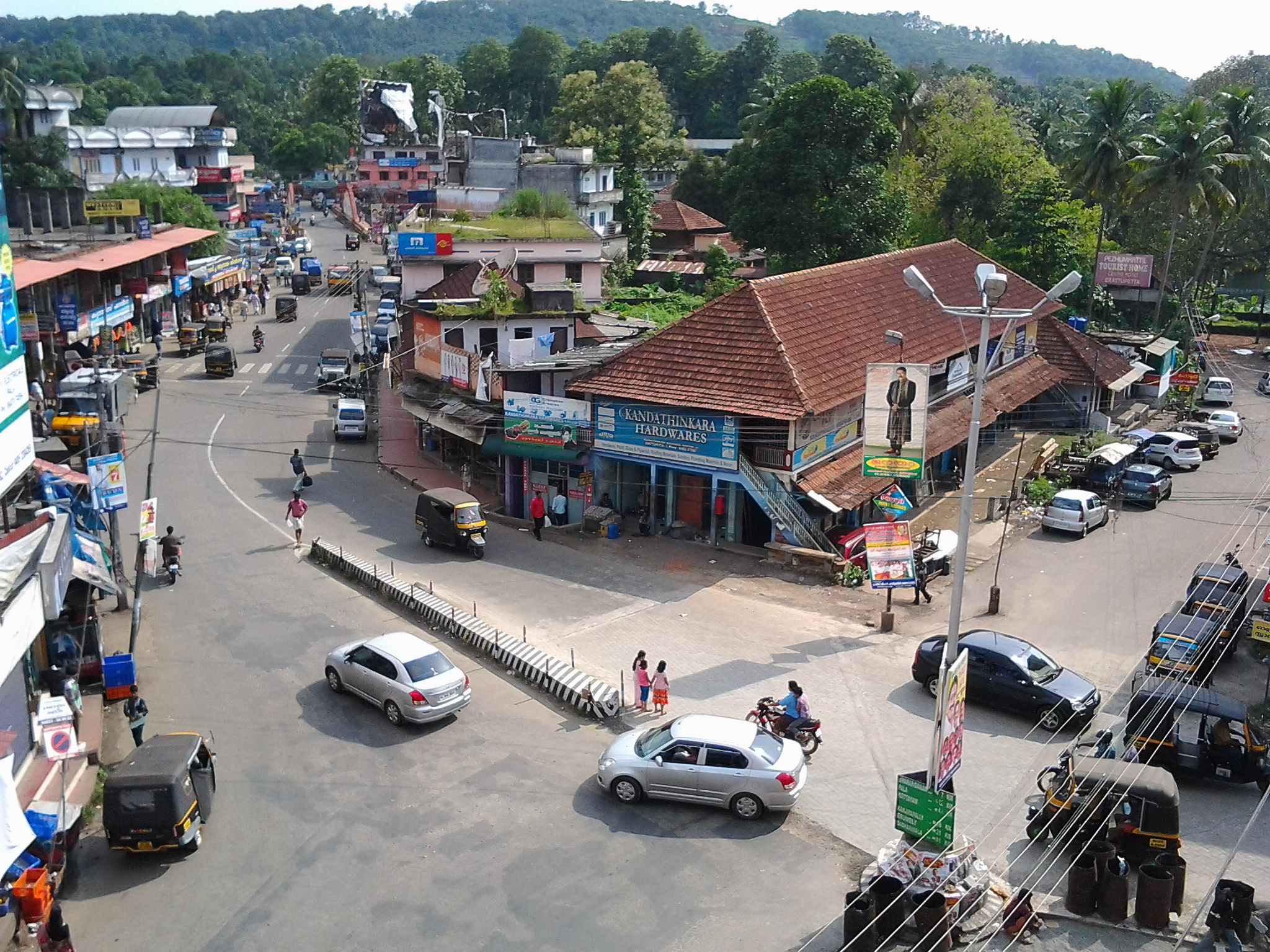